# Taggia
Taggia is een gemeente in de Italiaanse provincie Imperia (regio Ligurië) en telt 12.950 inwoners (31-12-2004). De oppervlakte bedraagt 30,9 km2, de bevolkingsdichtheid is 420 inwoners per km2.
Taggia werd zwaar beschadigd in een aardbeving in 1887.

## Demografie
Taggia telt ongeveer 6273 huishoudens. Het aantal inwoners daalde in de periode 1991-2001 met 5,8% volgens cijfers uit de tienjaarlijkse volkstellingen van ISTAT.
| Jaar | Inwoneraantal |
| ---- | ------------- |
| 1991 | 13.701        |
| 2001 | 12.908        |

## Geografie
De gemeente ligt op ongeveer 39 m boven zeeniveau.
Taggia grenst aan de volgende gemeenten: Badalucco, Castellaro, Ceriana, Dolcedo, Pietrabruna, Riva Ligure, Sanremo.

## Olijven
Taggia staat ook bekend om haar Taggiasche olijven, zwarte ontpitte olijven van topkwaliteit.

## Galerij

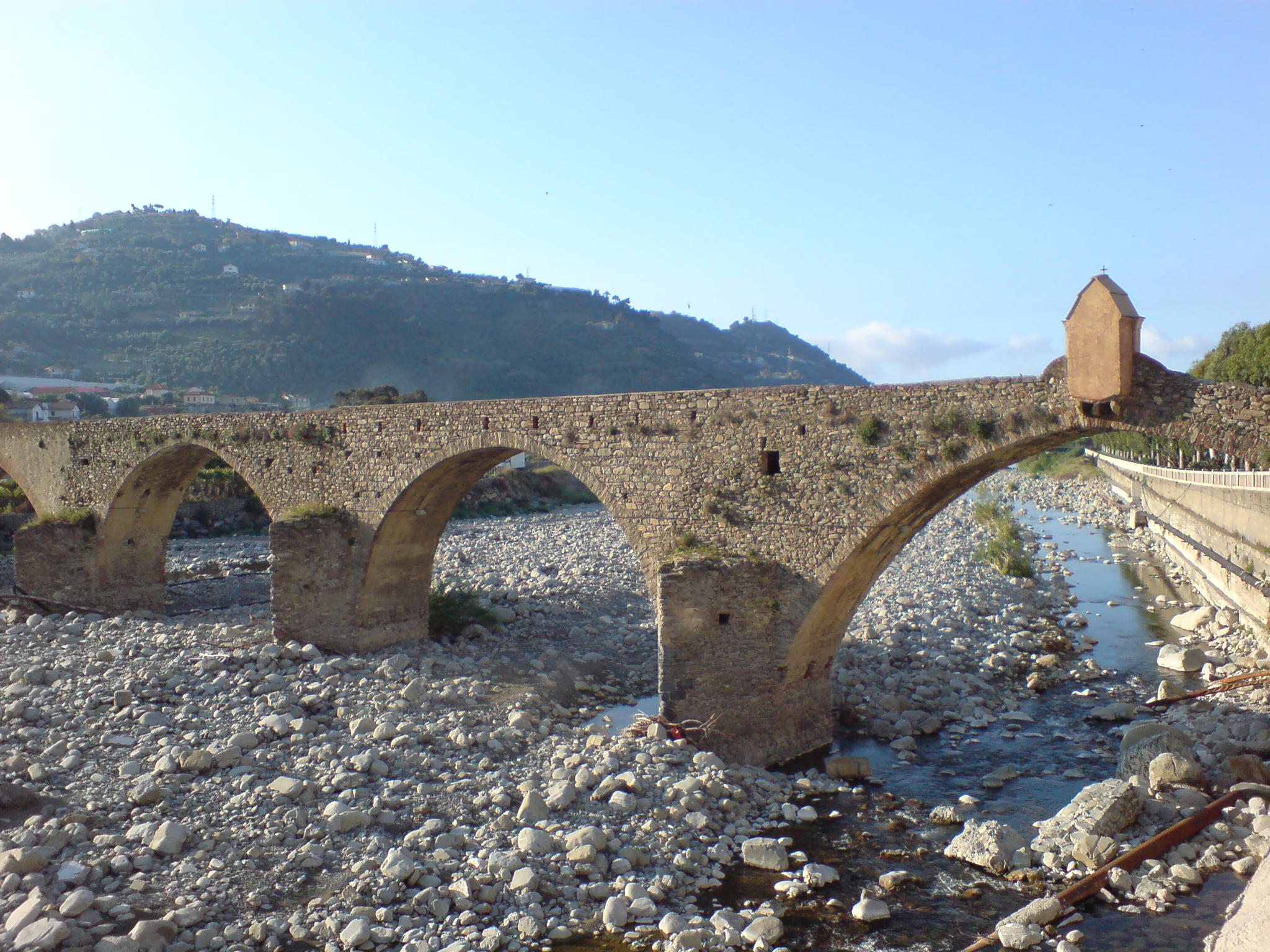
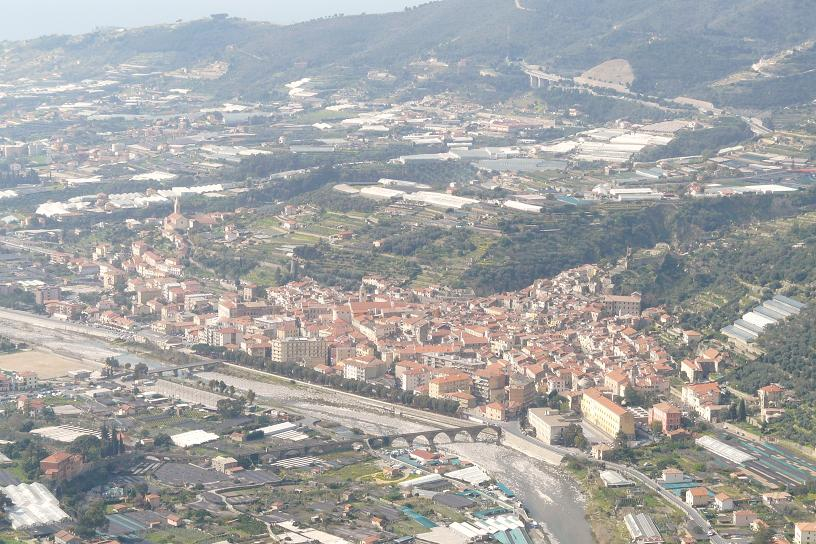
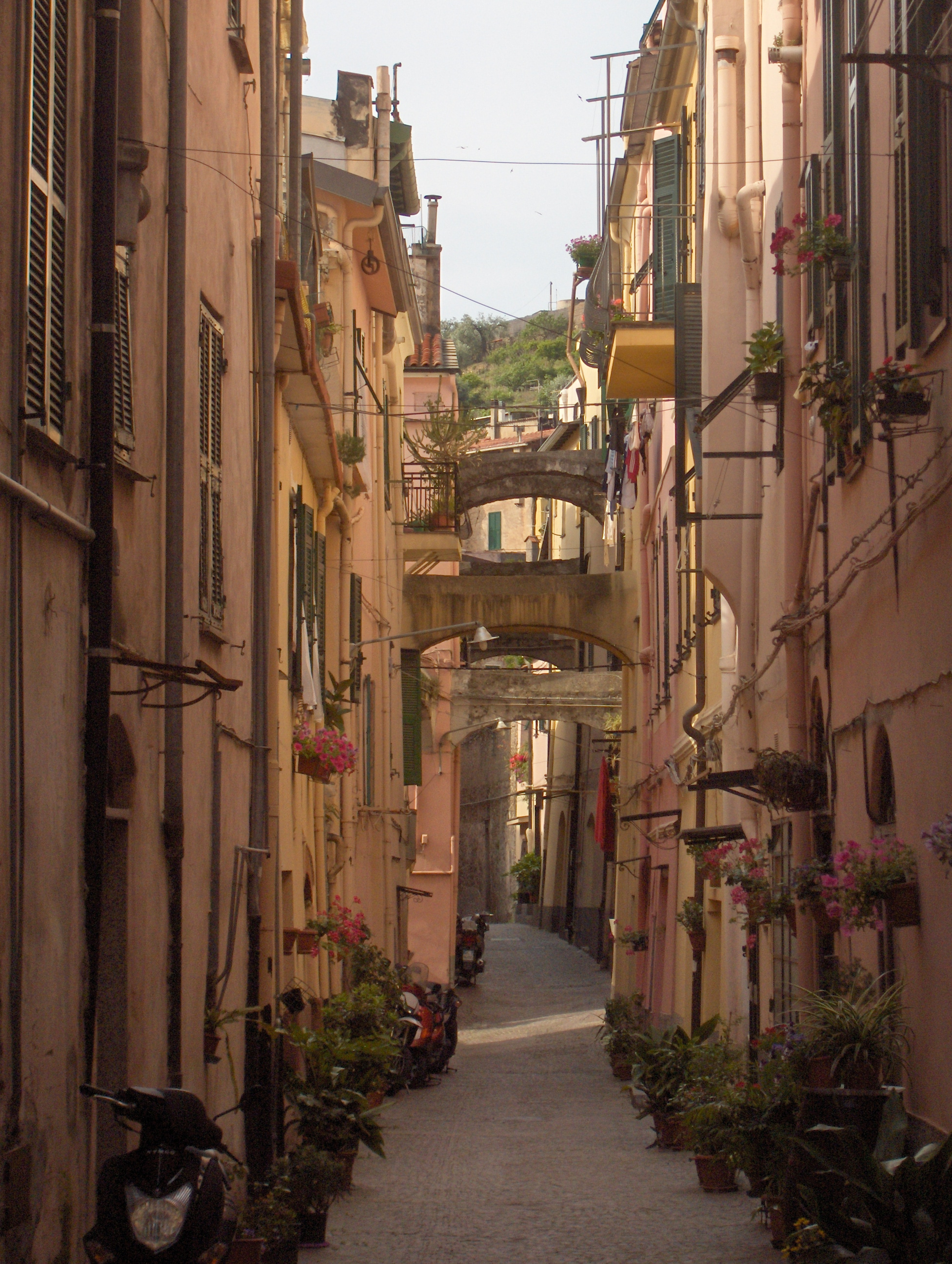
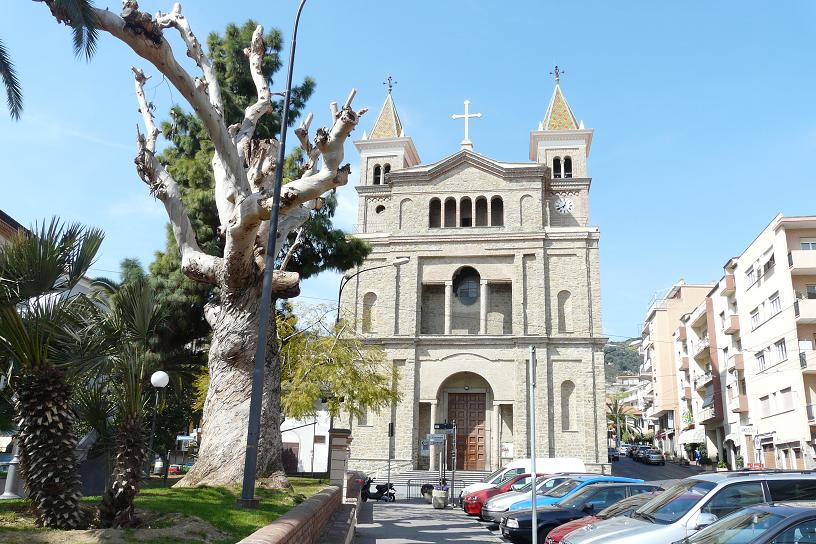